# Облачно, возможны осадки в виде фрикаделек
«Облачно, возможны осадки в виде фрикаделек» (англ. Cloudy with a Chance of Meatballs) — компьютерный анимационный фильм режиссёров и сценаристов Фила Лорда и Кристофера Миллера. Вышел в прокат в СНГ 22 октября 2009 года. Мультфильм основан на одноимённой детской книге супругов Джуди и Рона Барретов. В поддержку проката вышла одноимённая компьютерная игра.

## Сюжет
Флинт Локвуд, непризнанный юный гений, пытается изменить мир к лучшему и спасти от однообразной еды из сардин свой родной городок на островке под названием Поплавок, затерянный, по его словам, под буквой «А» в Атлантическом океане. Изобретения Флинта кажутся жителям города бессмысленными или опасными, поддержку ему оказывает только мама (в детстве), но его новое творение — машина, превращающая воду в еду (Флинта Локвуда «Диатонический Супер Мутирующий Динамический Репликатор Еды» или сокращённо — Ф. Л. Д. С. М. Д. Р. Ед) — должно понравиться всем! Он пытается её включить, подключившись к городской электростанции, но в итоге машина улетает в небо, а Флинт срывает торжественное открытие парка аттракционов для будущих туристов.
Казалось бы, всё потеряно, но во время разговора Флинта на причале с Сэм Спаркс, стажёром на телевидении, с неба начинают сыпаться гамбургеры. Сэм приехала в Поплавок за тем, чтобы говорить о погоде, но погода получилась «съедобная», и теперь перед Флинтом ежедневно выстраиваются очереди из желающих заказать себе вкусные «осадки». Флинт ухаживает за Сэм и создает для неё дворец из желе, она рассказывает ему о своей любви к метеорологии и признается, что и сама в детстве была ботаником, но изменилась ради признания сверстников. Флинту удается помириться со своим бывшим обидчиком — полицейским Эрлом, устроив его сыну на день рождения «день мороженого».
Популярность острова растет, и мэр требует от Флинта шикарного праздника с морем вкусностей, пренебрегая показаниями «бедометра» Флинта — уровень опасности достигает жёлтого вследствие роста заказов горожан, а с неба падают гигантские мутировавшие хот-доги… Во время праздника машина перегревается, и остров, а за ним и крупные мировые столицы подвергаются осадкам и торнадо из спагетти, блинчиков и прочей еды. Катастрофа кажется неизбежной. Эрл руководит эвакуацией острова, а Флинт с Мэнни, оператором Сэм, самой Сэм, вернувшейся к образу ботаника, мартышкой Стивом и «малышом» Брентом, бывшим рекламным лицом фабрики сардин, летит на «Ездолёте-2» в эпицентр пищевого шторма — как выясняется, в гигантскую фрикадельку, внутри которой находится машина. Им на помощь приходит отец Флинта, не одобрявший его изобретение из-за падения спроса на сардины и рыболовные принадлежности. Флинту в итоге удаётся уничтожить машину, но он не возвращается на «Ездолёте-2» со всеми. Его приносят крысоптахи — одно из его изобретений. Фильм заканчивается праздником в честь спасения планеты. До начала титров показывается, что мэр Шелбурн, который до этого спасся, уплыв на съедобной лодке, застревает в океане, когда съедает свою же лодку.

## В ролях
- Билл Хейдер — Флинт Локвуд / "Ф.Л.Д.С.М.Дред"
- Анна Фэрис — ведущая новостей «Сэм» Спаркс
- Нил Патрик Харрис — Стив (мартышка)
- Джеймс Каан — Тим Локвуд (отец Флинта)
- Брюс Кэмпбелл — мэр Шелбурн
- Энди Сэмберг — малыш Брэнт (Цыпа Брэнт)
- Мистер Ти — полицейский Эрл Деверо
- Бенджамин Брэтт — Мэнни (оператор Сэм, а также гватемальский доктор, лётчик, юморист)
- Лорен Грэм — Френ Локвуд (мать Флинта)
- Уилл Форте — Джо Тоун
- Изабелла Акрес — второстепенные персонажи
- Джесс Харнелл — второстепенные персонажи